# Macroglossus sobrinus
Macroglossus sobrinus är en däggdjursart som beskrevs av K. Andersen 1911. Macroglossus sobrinus ingår i släktet Macroglossus och familjen flyghundar. IUCN kategoriserar arten globalt som livskraftig.

## Beskrivning
På huvud och undersida har arten en mjuk, ljust rödbrun päls som är ljusare över bröstet än på huvudet. Ryggsidan är enfärgat gråbrun. Även vingarnas innerdel har päls. Huvudet är långsträckt, med en lång, utsträckbar tunga med en fjäderliknande spets som den använder för att ta upp pollen. Tänderna är små och delvis tillbakabildade. Längden är 8 till 9 cm och vingbredden omkring 33 cm. Flyghunden är med 18,5 till 23 gram vikt tyngre än den andra arten i samma släkte, M. minimus.

## Taxonomi
Catalogue of Life samt Wilson & Reeder (2005) skiljer mellan två underarter:
- Macroglossus sobrinus sobrinus K. Andersen, 1911
- Macroglossus sobrinus fraternus Chasen and Kloss, 1928

Tidigare betraktades arten som en underart till Macroglossus minimus.

## Utbredning
Denna flyghund förekommer i Sydostasien från södra Kina, nordöstra Indien och Bangladesh över Myanmar, Thailand, Laos, Vietnam och Malackahalvön till Bali. Dessutom finns obekräftade uppgifter från Kambodja.

## Ekologi
I bergstrakter når arten 2000 meter över havet. Habitatet utgörs främst av låglänt skog och bergsskog. Den finns även i bananplantager, äldre fruktträdgårdar, byar och mera sällan i mangroveträsk.
Individerna vilar ensamma eller i mindre grupper, främst under ihoprullade bananblad. Den kan även förekomma under byggnadstak.

### Föda
Födosöket sker vanligtvis ensamt, någon enstaka gång i par (det förekommer att modern födosöker tillsammans med sin unge, troligtvis som en form av utbildning). Födan varierar med lokalerna, men består vanligtvis av pollen och nektar. Mjuka frukter kan också tas.

### Fortplantning
Litet är känt om artens fortplantning. Man antar att den inte har någon särskild lekperiod, utan parar sig året om. Den nära släktingen M. minimus får en unge efter 110 till 130 dagars dräktighet, som hon ger di under 60 till 70 dagar, och man antar att något liknande gäller denna art. Honan tar ensam hand om ungen, och investerar mycken tid i dess uppfostran.